# Маккук, Джон
Джон Томас Маккук (англ. John Thomas McCook; род. 20 июня 1944, Вентура) — американский актёр, лауреат премии «Эмми».

## Карьера
Маккук впервые был замечен Джеком Уорнером во время выступления в постановке «Вестсайдская история». Он подписал контракт с Universal Studios, прежде чем провести два года в армии США.
Маккук сыграл Лэнса Прентисса в сериале «Молодые и дерзкие» с октября 1975 по февраль 1980 года. С марта 1987 года он играл роль Эрика Форрестера в сериале «Дерзкие и красивые». В настоящее время Маккук и Кэтрин Келли Лэнг являются двумя актёрами сериала, проработавшими в нём дольше всех, и оба дебютировали в первом эпизоде.
Он выступал в музыкальном театре и появился в качестве гостя в десятках сериалов прайм-тайма.
В 2001, 2012 и 2018 годах Маккук был номинирован на дневную премию «Эмми» в категории «Выдающийся исполнитель главной роли» за роль Эрика Форрестера. В 2022 году Маккук получил дневную премию «Эмми» за лучшую мужскую роль в драматическом сериале за ту же роль.

## Личная жизнь
Джон Маккук женат с 1980 года на актрисе Лоретте Спэнг, с которой у него трое детей: Джейк, Ребекка и Молли.
Ранее он был женат дважды, в том числе (1972—1979) на танцовщице Джульет Прауз (1936—1996), которая в августе 1972 года родила ему сына Сэта Маккука.
Джон Маккук живёт со своей семьей в районе Большого Лос-Анджелеса.